# بيتر هارت (مؤرخ)
بيتر هارت هو مؤرخ كندي، ولد في 11 نوفمبر 1963، وتوفي في 22 يوليو 2010.